# Дражен Далипагич
Дражен «Прая» Далипагич (Dražen «Praja» Dalipagić; нар. 27 листопада 1951 — 25 січня 2025) — сербський професійний баскетболіст та головний тренер. Він був обраний найкращим спортсменом Югославії в 1978 році і є одним з найкрасивіших спортсменів в історії Югославії. У 1991 році він був визнаний одним із 50 найкращих гравців ФІБА. У 2004 році Далипагич був закріплений в Меморіальному баскетбольному залі слави Нейсміта як гравець, у 2007 році — у Залі слави ФІБА, також як гравець. У 2008 році він був визнаний одним із 50 найбільших учасників Євроліги.
За свою професійну ігрову кар'єру він набрав щонайменше 50 очок у грі 15 разів. Його висока гра в кар'єрі в одній грі склала 70 набраних очок, досягнутих під час гри в Італійській лізі між «Венецією» та «Віртусом» Болонья 25 січня 1987 року. Його прозвали «Небесний стрибун».

## Професійна кар'єра
Далипагич почав грати в баскетбол у віці 19 років, а через рік він підписав свій перший професійний контракт з «Партизаном», в 1971 році. він пробув у «Партизані» вісім сезонів, до 1980 року. За цей час він двічі виграв нагороду «Містер Європа — гравець року» у 1977 та 1978 роках та нагороду «Європейський гравець року» Euroscar у 1980 році. Він був визнаний найкращим спортсменом Югославії в 1978 році. У сезоні 1975–76 років він привів «Партизан» до титулу Югославської ліги, а також до загальноєвропейського титулу Кубку ФІБА Корача 3-го рівня в сезоні 1977–78. Він також був гравцем «Партизана» у той час, коли вони вигравали титул Кубку Корача в сезоні 1978/79, але на той час він служив в югославській армії.
У сезоні 1980–81 років він вперше у своїй кар'єрі виїхав за кордон. Протягом цього сезону він грав із Рейєром Венеція з італійської ліги Lega Basket Serie A. Всього за один сезон із «Венецією» він повернувся до свого колишнього клубу «Партизан» на один сезон. У наступних сезонах він грав за численні європейські команди, в тому числі за «Реал», іспанської «Примери», протягом сезону 1982–83 рр., коли він грав лише з клубом на іграх Кубку європейських чемпіонів ФІБА (нині Євроліга). Він також грав з «Рейєром Венеція» та «Глаксо Вероною» з Італійської ліги. Професійну кар'єру він закінчив після сезону 1990–91 років, у якому грав із головним суперником «Партизана» — «Црвеною Звездою».
Як гравець «Партизана» в Белграді, він набрав 8 278 очок за 305 зіграних ігор, в середньому набравши 27,1 очка за гру. Граючи в Італії, він набрав 7993 бали за 241 зіграну гру, що набрало в середньому 33,2 бала за гру. У сезоні 1987–88 років він очолював італійську лігу в середньому рахунку, в середньому 37,7 очка за гру.

## Кар'єра в збірній

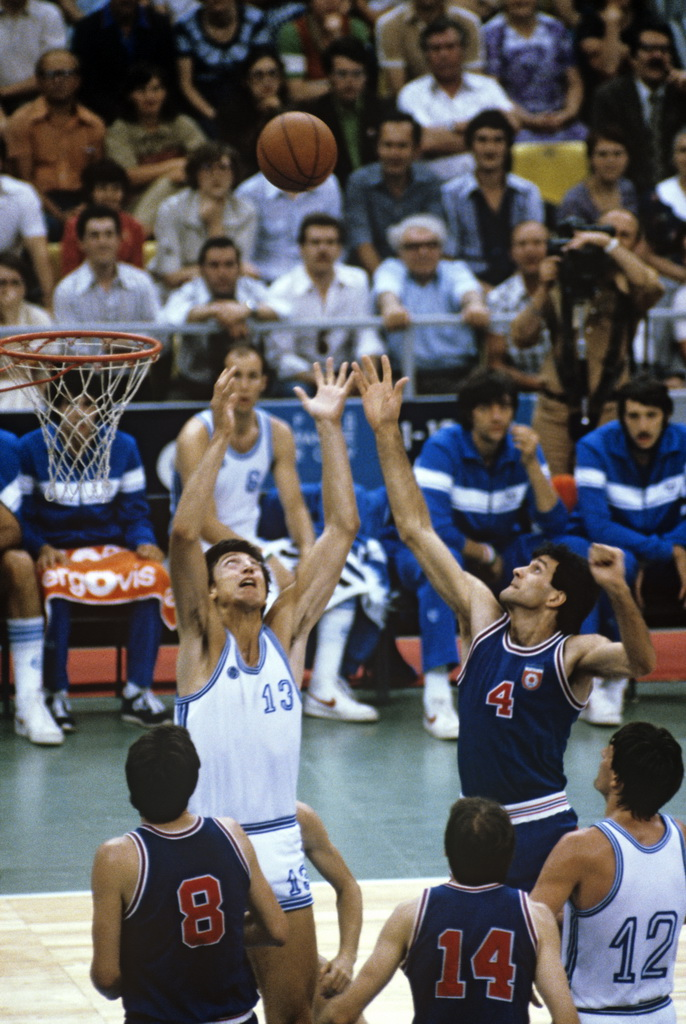
Далипагич (#14) і Желко Єрков (#8) спостерігають, як Андро Кнего і Ренцо Веккьято роблять підбір під час розгромної перемоги Югославії 102–81 над Італією на Олімпійських іграх 1980 року

Дебютував у старшій збірній Югославії з баскетболу в 1973 році. Загалом він зіграв у 243 матчах зі старшою збірною Югославії, між 1973 і 1986 роками, набравши в цілому 3700 очок, що було найбільшою кількістю очок, набраних будь-яким гравцем в історії збірної Югославії.
Він виграв золоту медаль на чемпіонаті світу ФІБА 1978 року та золоту медаль на літніх Олімпійських іграх 1980 року. У складі збірної Югославії він також виграв три золоті медалі на Євробаскеті. Його чотири медалі, виграні на Кубку світу ФІБА (срібло, чемпіонат світу з футболу 1974 року ; золото, чемпіонат світу з баскетболу 1978 року ; бронза, Чемпіонат світу з баскетболу 1982 та Чемпіонат світу з баскетболу 1986), прив'язані до міжнародного рекорду баскетболу. Триразовий олімпієць Далипагич виграв золото для збірної Югославії на літніх Олімпійських іграх 1980 року.

## Особисте життя
Далипагич закінчив середню школу в Технічній школі в Мостарі та закінчив Педагогічний коледж у Белграді. Він одружений з Сонею Пожег, колишньою югославською тенісисткою. У них двоє дітей — Санджа та Даворін.